# Kristof Snelders
Kristof Snelders (Ekeren, 5 september 1982) is een Belgisch voetballer. Hij is de zoon van ex-assistent-bondscoach en analist Eddy Snelders en de kleinzoon van René Snelders.
Snelders speelde van 1988 tot 1997 bij de jeugd van het toenmalige Germinal Ekeren. Snelders' techniek was goed en dat merkten ook de Nederlanders: het seizoen 1997-1998 speelde hij bij de U15 van Feyenoord Rotterdam. Het jaar daarop mocht hij bij de grote jongens van AA Gent meespelen onder leiding van Johan Boskamp en Herman Vermeulen, waar hij als 16-jarige zijn eerste minuten in de Belgische eerste klasse mocht meemaken. Toch keerde hij in 1999 terug naar zijn ex-club, die net was gefusioneerd tot GBA. Hij trof daar 23 keer de netten in 92 wedstrijden. Hij speelde er onder meer onder Franky Van Der Elst en Marc Brys. In 2004 stapte hij over naar FC Brussels. "Snellie" werd er publiekslieveling. Na een moeilijk jaar onder Emilio Ferrera en later Robert Waseige ging het een jaar later beter onder Albert Cartier, maar toch vertrok hij na 52 wedstrijden in 2006 naar K. Lierse SK. Hij maakte 7 goals in 23 wedstrijden en werd bekroond tot 'speler van het seizoen' maar Lierse degradeerde echter via de eindronde. Snelders stapte over naar Cercle Brugge, daar was hij vooral bekend als 'supersub'. Het eerste seizoen werd een 'boerenjaar' onder coach Glen De Boeck met een 4de plaats in het eindklassement. Na twee seizoenen trok hij naar 2e klasse, naar SK Beveren. Na één seizoen was Snelders een van de vijf spelers van SK Beveren die na de fusie met Red Star Waasland de overgang maakten naar de nieuwe fusieploeg Waasland-Beveren. Daar tekende hij een contract voor drie seizoenen tot juli 2013. In mei 2012 won hij met Waasland-Beveren de eindronde om te stijgen naar de Jupiler Pro League onder leiding van Dirk Geeraerd. Door de moeilijke combinatie met zijn werk besliste hij, in de voorbereiding van het eerste seizoen van Waasland-Beveren in de Jupiler League, een sportieve stap terug te zetten naar Cappellen FC in Derde klasse. Daarna volgden nog drie seizoenen bij KFC Antonia uit Zoersel in eerste provinciale, provincie Antwerpen, waar hij herenigd was met zijn broer Philippe.

## Huwelijk
De dag voor een eindrondewedstrijd van Lierse trad Snelders in het huwelijk. Hij wilde het huwelijk niet afzeggen. Uit dit huwelijk werden twee kinderen geboren.

## Carrière
| seizoen | club             | land      | competitie         | wed. | goals |
| ------- | ---------------- | --------- | ------------------ | ---- | ----- |
| 1986/97 | Germinal Ekeren  | België    | jeugd              |      |       |
| 1997/98 | Feyenoord        | Nederland | jeugd              |      |       |
| 1998/99 | AA Gent          | België    | Jupiler League     | 1    | 0     |
| 1999/00 | K. Beerschot AC  | België    | Jupiler League     | 1    | 0     |
| 2000/01 | K. Beerschot AC  | België    | Jupiler League     | 2    | 0     |
| 2001/02 | K. Beerschot AC  | België    | Jupiler League     | 31   | 11    |
| 2002/03 | K. Beerschot AC  | België    | Jupiler League     | 20   | 3     |
| 2003/04 | K. Beerschot AC  | België    | Jupiler League     | 33   | 9     |
| 2004/05 | K. Beerschot AC  | België    | Jupiler League     | 4    | 0     |
| 2004/05 | FC Brussels      | België    | Jupiler League     | 23   | 3     |
| 2005/06 | FC Brussels      | België    | Jupiler League     | 29   | 1     |
| 2006/07 | K. Lierse SK     | België    | Jupiler League     | 31   | 7     |
| 2007/08 | Cercle Brugge    | België    | Jupiler League     | 31   | 6     |
| 2008/09 | Cercle Brugge    | België    | Jupiler League     | 12   | 0     |
| 2009/10 | KSK Beveren      | België    | Exqi League        | 35   | 11    |
| 2010/11 | Waasland-Beveren | België    | Tweede klasse      | 30   | 8     |
| 2011/12 | Waasland-Beveren | België    | Tweede klasse      | 34   | 14    |
| 2012/13 | Waasland-Beveren | België    | Jupiler Pro League | 1    | 0     |
| 2012/13 | Cappellen FC     | België    | Derde klasse       | 19   | 6     |
| 2013/16 | KFC Antonia      | België    | Eerste Prov. A'pen |      |       |